# 徳島大学工業短期大学部
徳島大学工業短期大学部（とくしまだいがくこうぎょうたんきだいがくぶ、英語: College of Industrial Technology, Tokushima University）は、徳島県徳島市南常三島町2-1に本部を置いていた日本の国立大学である。1954年に設置され、1996年に廃止された。大学の略称は徳大工短。

## 概要

### 大学全体
- 徳島県徳島市に所在した日本の国立短期大学で、併設元は徳島大学工学部。
- 1954年に学科数2、入学総定員80名体制で開学[1]。夜間部で修業年限3年制。以後、学科の増設により最大での 6 学科を擁していた。
- 1993年度の入学生を最後に[注釈 2]、1996年に短期大学としての使命を終える[3]。

### 学風および特色
- 徳島大学工業短期大学部は日中勤労に勤しむ人々に大学教育を開放することのねらいから夜間部が設置されていた。
- 入学後勤労に従事するという前提の推薦入試があった。
- 男女共学だったが、男子学生の方が圧倒的に多いものとなっていた。

## 沿革
- 1954年
  - 4月1日 徳島大学工業短期大学部が以下の学科体制にて開学する[4][5]。
    - 機械科 入学定員40名
    - 電気科第二部 入学定員40名

  - 5月1日 学生数[6]/定員
    - 機械科第二部 40[注釈 3]/40
    - 電気科第二部 40[注釈 4]/40
- 1958年
  - 4月1日 以下の学科を増設し、3学科体制となる[7]。
    - 土木科第二部 入学定員40名[8]

  - 5月1日 学生数[9]/定員
    - 土木科第二部 35[注釈 3]/40
- 1959年
  - 4月1日 以下の学科を増設し、4学科体制となる[10]。
    - 応用化学科第二部 入学定員40名[11]

  - 5月1日 学生数/[12]定員
    - 応用化学科第二部 37[注釈 5]
- 1967年
  - 4月1日 以下の学科を増設し、5学科体制となる[13][14]。
    - 精密機械科第二部 入学定員40名[15]

  - 5月1日 学生数[16]/定員
    - 精密機械科第二部 27[注釈 3]/40
- 1968年
  - 4月1日 電気科第二部の入学定員を40→60に増員[注 2]。
  - 5月1日 学生数[19]/定員
    - 電気科第二部 114[注釈 3]/100
- 1969年
  - 4月1日 学科名を以下の通り変更する[20]。
    - 機械科→機械工学科
    - 精密機械科→精密機械工学科
    - 電気科→電気工学科
    - 土木科→土木工学科
- 1971年
  - 4月1日 以下の学科を増設し、6学科体制となる。但し、電気工学科第二部の入学定員を60→40に減員[21]。
    - 電子工学科第二部 入学定員40名[22]

  - 5月1日 学生数[23]/定員
    - 電子工学科第二部 30[注釈 5]/40
- 1978年
  - 4月1日 精密機械工学科が生産機械工学科に改組される[24]。
- 1993年
  - 4月1日 この年度で最後の学生募集となる[注釈 2]。
  - 5月1日 学生数[25]/定員
    - 機械工学科で126[注釈 4]/120
    - 電気工学科で113[注釈 6]/120
    - 土木工学科で143[注 3]/120
    - 応用化学科で119[注 4]/120
    - 生産機械工学科 106[注釈 5]/120
    - 電子工学科 118[注 5]/120
- 1994年
  - 5月1日 学生数[26]/定員
    - 機械工学科 81[注釈 4]/80
    - 電気工学科 72[注釈 5]/80
    - 土木工学科 98[注 6]/80
    - 応用化学科 60[注 7]/80
    - 生産機械工学科 57[注釈 5]/80
    - 電子工学科 73[注釈 6]/80
- 1995年
  - 5月1日 学生数[27]/定員
    - 機械工学科 41[注釈 3]/40
    - 電気工学科 38[注釈 3]/40
    - 土木工学科 51[注 8]/40
    - 応用化学科 28[注釈 5]/40
    - 生産機械工学科 25[注釈 4]/40
    - 電子工学科 33[注釈 5]/40
- 1996年
  - 3月31日 左記をもって正式に廃止される[3]。

## 基礎データ

### 所在地
- 徳島県徳島市南常三島町2-1[注釈 1]

## 教育および研究

### 組織

#### 学科
- 機械工学科第二部[注釈 7]
- 電気工学科第二部[注釈 7]
- 土木工学科第二部[注釈 7]
- 応用化学科第二部[注釈 7]
- 生産機械工学科第二部[注釈 7]
- 電子工学科第二部[注釈 7]

#### 専攻科
- なし

#### 別科
- なし

#### 取得資格について
資格
- 測量士補：土木工学科[29]

教職課程
- 応用化学科と土木工学科以外の全学科に中学校教諭二種免許状（技術）の課程が併設されていた[29]。

## 大学関係者と組織

### 大学関係者一覧

#### 大学関係者
歴代学長
| 代 | 氏名       | 就任年        | 退任年        |
| -- | ---------- | ------------- | ------------- |
| 1  | 児玉桂三   | 1953年4月1日  | 1965年3月31日 |
| 2  | 長谷川万吉 | 1965年6月1日  | 1969年9月25日 |
| 3  | 北村義男   | 1970年1月10日 | 1976年1月9日  |
| 4  | 山田憲吾   | 1976年1月10日 | 1979年1月9日  |
| 5  | 岡芳包     | 1979年1月10日 | 1982年1月9日  |
| 6  | 添田喬     | 1982年1月10日 | 1988年1月9日  |
| 7  | 久保田晴寿 | 1988年1月10日 | 1991年1月9日  |
| 8  | 武田克之   | 1991年1月10日 | 1997年1月9日  |

## 施設

### キャンパス
- 設備：徳島大学工学部とキャンパスを共用していた。

## 対外関係

### 系列校
- 徳島大学
- 徳島大学医療技術短期大学部

## 社会との関わり
- 2001年11月徳島県庁にてガスボンベによる爆発事件が起こっている。その事件を起こした容疑者は、本短大出身者であることが判明している。

## 卒業後の進路について

### 就職について
- 大半は勤労学生だったが、それ以外の学生は企業や官公庁などの技術職に携わっているものとみられる。

### 編入学・進学実績
- 併設の徳島大学ほか徳島文理大学への編入学実績もある。